# Fitjar

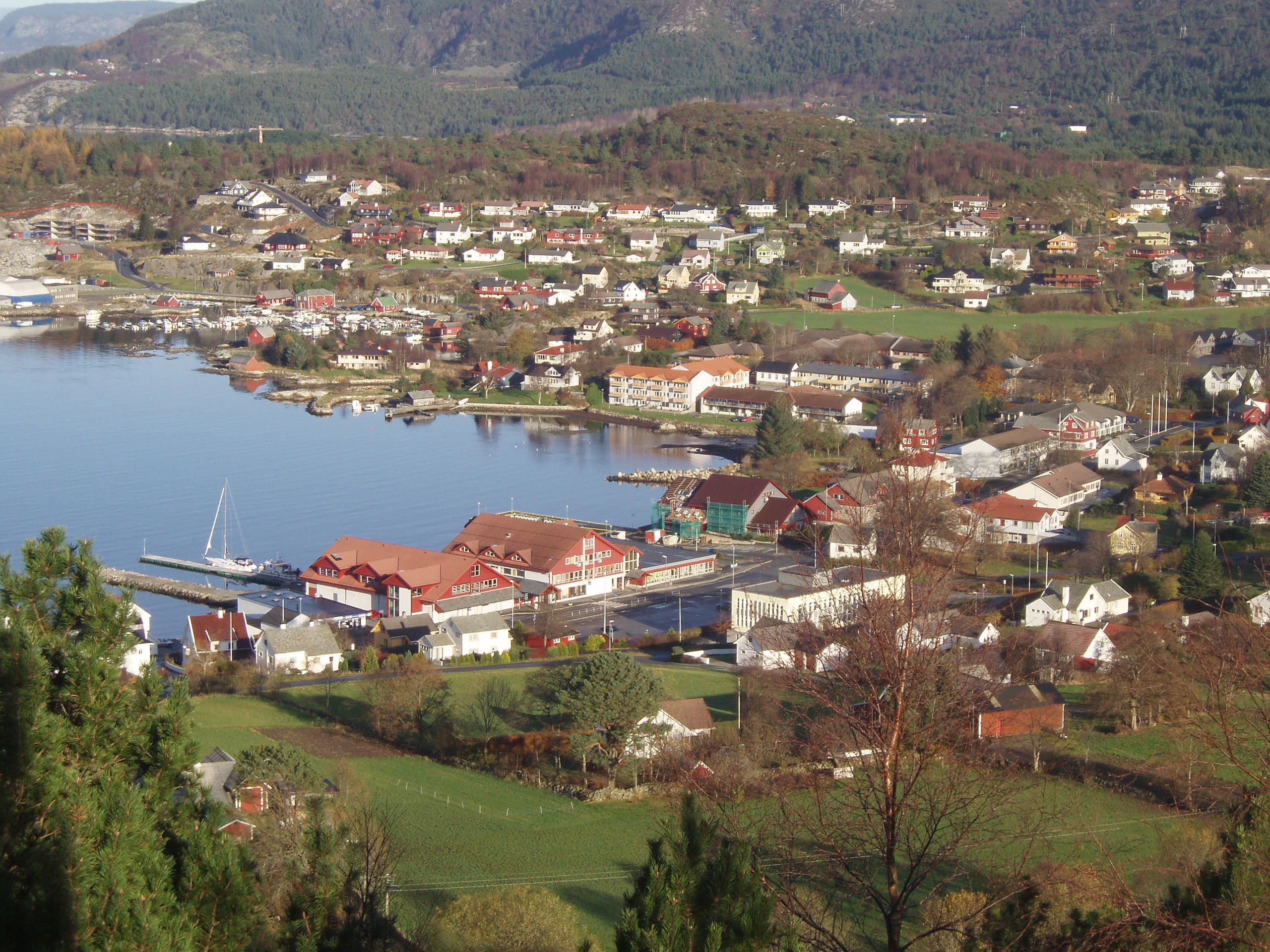
Center of Fitjar

Fitjar ["ficça] là một đô thị ở hạt Hordaland, Na Uy.
Phần lớn đô thị ở cuối phía bắc của đảo Stord, còn đô thị Stord thì nằm ở phía nam của hòn đảo. Ngoài ra, đô thị này là một nhóm các đảo bị các eo biển chia ra và nhô ra Selbjørn Fjord. Các đường tàu biển truyền thống đi qua khu vực này và đô thị này có nhiều tiền đồn thương mại từ năm 1648.
Fitjar được tách khỏi Stord năm 1860.
Đô thị này (ban đầu là một giáo khu) được đặt tên theo một nông trại cũ Fitjar, do nhà thờ đầu tiên đã được xây ở đó.